# Hale (Buenos Aires)
Hale es una localidad del partido de Bolívar, provincia de Buenos Aires, Argentina.

## Ubicación
Está ubicada a 37 km de la ciudad de San Carlos de Bolívar, en el nordeste del partido.

## Población
Cuenta con 211 habitantes (Indec, 2010), lo que representa un incremento del 2,4% frente a los 206 habitantes (Indec, 2001) del censo anterior.
| Gráfica de evolución demográfica de Hale entre 1991 y 2010 |
|                                                            |
| Fuente: Censos nacionales del INDEC                        |

## Historia
Su fundación fue en 1898 cuando se inauguró la estación ferroviaria. Samuel Hale fue quien donó las tierras para construir la estación y el pueblo.
Hoy cuenta con un jardín de infantes Nª 906 llamado Gladys Urreta de Castellani, una escuela primaria Nª 15, una escuela secundaria Nª 8, sala de primeros auxilios y delegación. También tiene una capilla merecedora de ser visitada, además de sus calles de tierra escoltadas por frondosos árboles.